# Правительство Милановича

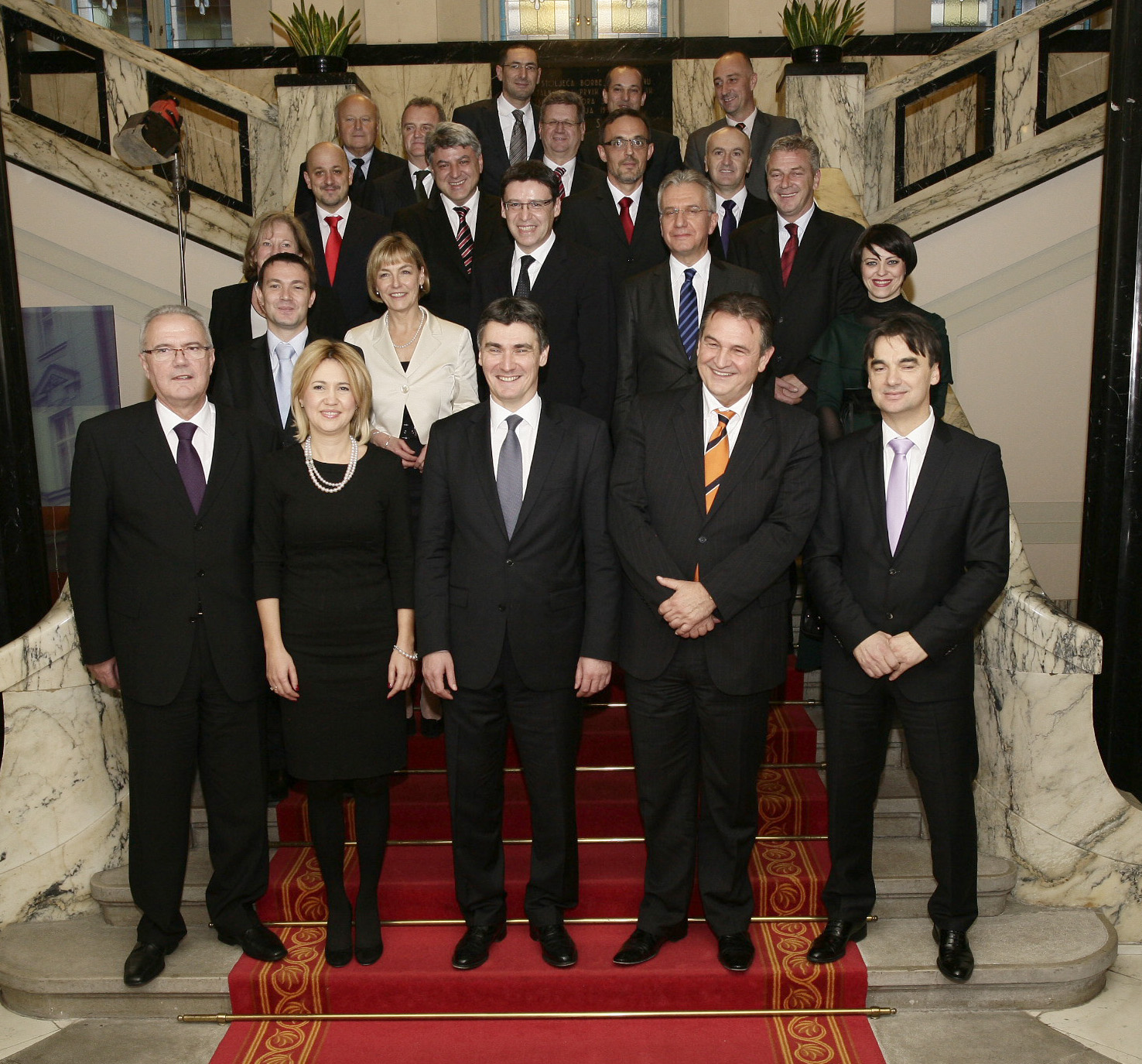
Состав 12-го правительства Хорватии по состоянию на 24 декабря 2011 года. В первом ряду в центре премьер-министр Зоран Миланович, второй справа — первый вице-премьер Радимир Чачич и три вице-премьера (слева направо) Невен Мимица, Миланка Опачич и Бранко Грчич.

Прави́тельство Зо́рана Мила́новича (хорв. Dvanaesta Vlada Republike Hrvatske) — двенадцатое по счёту правительство Хорватии с момента обретения её независимости, сформированное по результатам парламентских выборов 2011 года и действовавшее с 23 декабря 2011 по 22 января 2016 года под руководством Зорана Милановича как председателя партии-победительницы выборов — Социал-демократической партии Хорватии.

## Состав правительства
- По состоянию на декабрь 2011 года кабинет министров состоял из четырёх вице-премьеров: в случае с Невеном Мимицей это была его единственная должность в правительстве, тогда как Радимир Чачич, Бранко Грчич и Миланка Опачич занимали и должность вице-премьера, и министра соответствующего министерства[1].
- В ноябре 2012 года Радимира Чачича сменила в должности первого вице-премьера Весна Пусич. Это произошло после отставки Чачича в связи с признанием его виновным в совершении непреднамеренного убийства в результате ДТП в Венгрии[2].

| Министр                               | Партия       | Должность                                                                              | Срок полномочий                                                  |
| ------------------------------------- | ------------ | -------------------------------------------------------------------------------------- | ---------------------------------------------------------------- |
| Зоран Миланович                       | СДП          | Премьер-министр                                                                        | 23 декабря 2011 — 22 января 2016                                 |
| Весна Пусич                           | ХНП-ЛД       | Первый вице-премьер, министр иностранных и европейских дел                             | 16 ноября 2012 — 22 января 2016 23 декабря 2011 — 22 января 2016 |
| Миланка Опачич                        | СДП          | Вице-премьер, министр социальной политики и молодежи                                   | 23 декабря 2011 — 22 января 2016                                 |
| Невен Мимица                          | СДП          | Вице-премьер (по вопросам внутренней, внешней и европейской политики)                  | 23 декабря 2011 — 30 июня 2013                                   |
| Бранко Грчич                          | СДП          | Вице-премьер (по экономике), министр регионального развития и управления средствами ЕС | 23 декабря 2011 — 22 января 2016                                 |
| Славко Линич                          | СДП          | Министр финансов                                                                       | 23 декабря 2011 — 22 января 2016                                 |
| Анте Котроманович                     | СДП          | Министр обороны                                                                        | 23 декабря 2011 — 22 января 2016                                 |
| Ранко Остоич                          | СДП          | Вице-премьер, министр внутренних дел                                                   | 15 июля 2013 — 22 января 2016 23 декабря 2011 — 22 января 2016   |
| Иван Врдоляк                          | ХНП-ЛД       | Министр экономики                                                                      | 16 ноября 2012 — 22 января 2016                                  |
| Арсен Баук                            | СДП          | Министр управления                                                                     | 23 декабря 2011 — 22 января 2016                                 |
| Тихомир Яковина                       | СДП          | Министр сельского хозяйства                                                            | 23 декабря 2011 — 22 января 2016                                 |
| Синиша Хайдаш Дончич                  | СДП          | Министр морских дел, транспорта и инфраструктуры                                       | 18 апреля 2012 — 22 января 2016                                  |
| Мирандо Мрсич                         | СДП          | Министр труда и пенсионной системы                                                     | 23 декабря 2011 — 22 января 2016                                 |
| Райко Остоич (на фото) → Синиша Варга | СДП          | Министр здравоохранения                                                                | 23 декабря 2011 — 18 июня 2014 18 июня 2014 — 22 января 2016     |
| Михаэль Змайлович                     | СДП          | Министр охраны окружающей среды и природы                                              | 13 июня 2012 — 22 января 2016                                    |
| Желько Йованович → Ведран Морнар      | СДП          | Министр науки, образования и спорта                                                    | 23 декабря 2011 — 11 июня 2014 11 июня 2014 — 22 января 2016     |
| Гордан Марас                          | СДП          | Министр предпринимательства и ремёсел                                                  | 23 декабря 2011 — 22 января 2016                                 |
| Предраг Матич                         | Беспартийный | Министр по делам ветеранов                                                             | 23 декабря 2011 — 22 января 2016                                 |
| Орсат Миленич                         | Беспартийный | Министр юстиции                                                                        | 23 декабря 2011 – 22 января 2016                                 |
| Велько Остоич → Дарко Лоренцин        | ДАИ          | Министр туризма                                                                        | 23 декабря 2011 — 9 марта 2013 19 марта 2013 — 22 января 2016    |
| Анка Мрак-Тариташ                     | ХНП-ЛД       | Министр строительства                                                                  | 16 ноября 2012 — 22 января 2016                                  |
| Андреа Златар-Виолич                  | ХНП-ЛД       | Министр культуры                                                                       | 23 декабря 2011 — 22 января 2016                                 |